# 廖小罕
廖小罕，男，中国遥感专家，现任中国科学院地理科学与资源研究所党委书记、副所长。曾任中国空间科学学会副理事长。